# Himalájai fényfácán
A himalájai fényfácán (Lophophorus impejanus) a madarak osztályának tyúkalakúak (Galliformes) rendjébe és a fácánfélék (Phasianidae) családjába tartozó faj.
Az indiai Uttarakhand állam és Nepál nemzeti madara. Az előbbi helyen monal, míg az utóbbiban danfe néven ismert.

## Rendszerezése
A fajt John Latham angol ornitológus írta le 1790-ben, a Phasianus nembe Phasianus impejanus néven.

## Előfordulása
A Himalája-hegylánc területén találhatjuk meg Afganisztán, Bhután, Kína, India, Mianmar, Nepál és Pakisztán területén. Természetes élőhelyei a magashegységek, 2500-5000 méter magasságban lévő mérsékelt övi erdők, cserjések és hegyi lejtők.

## Megjelenése

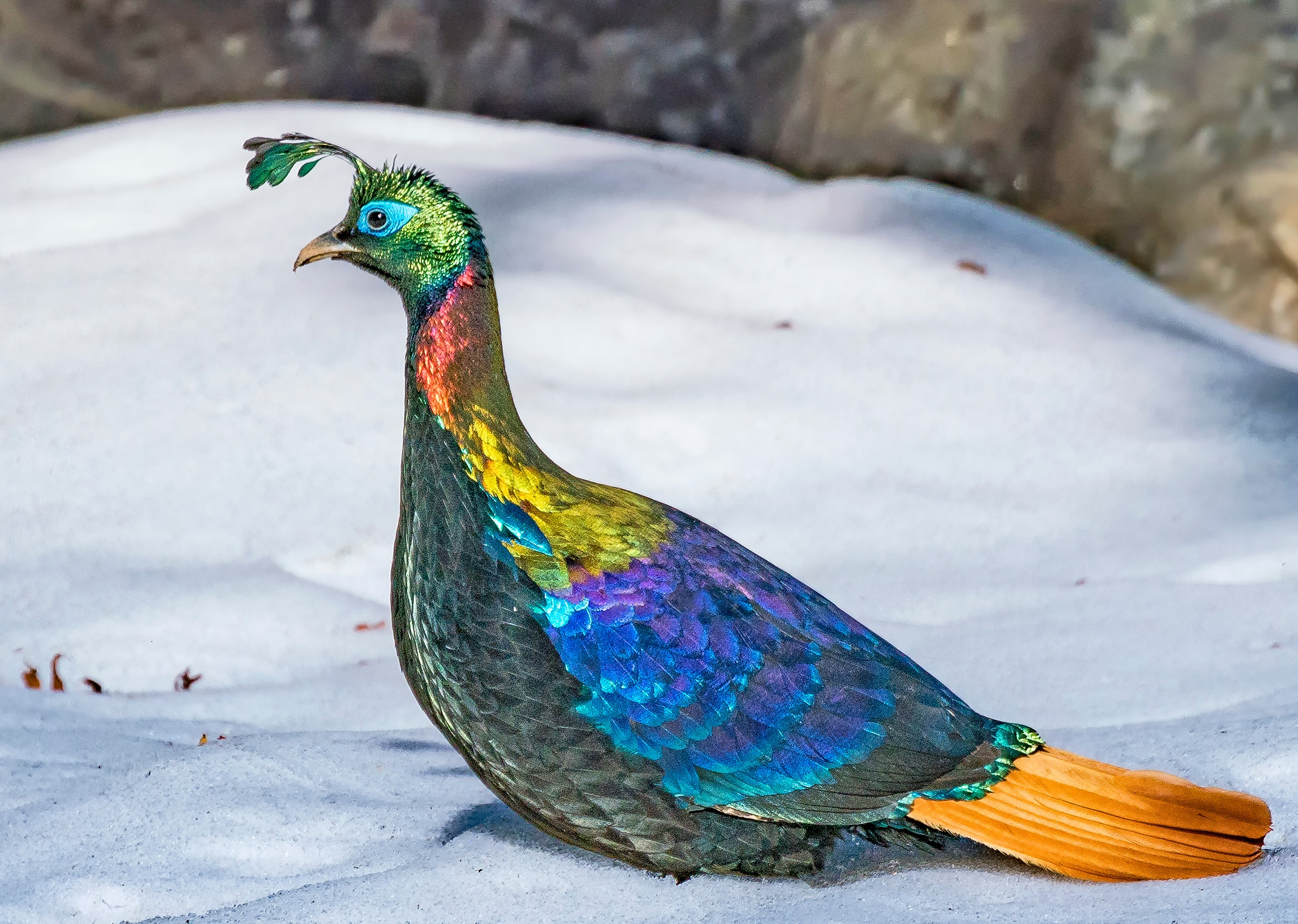
A hím...

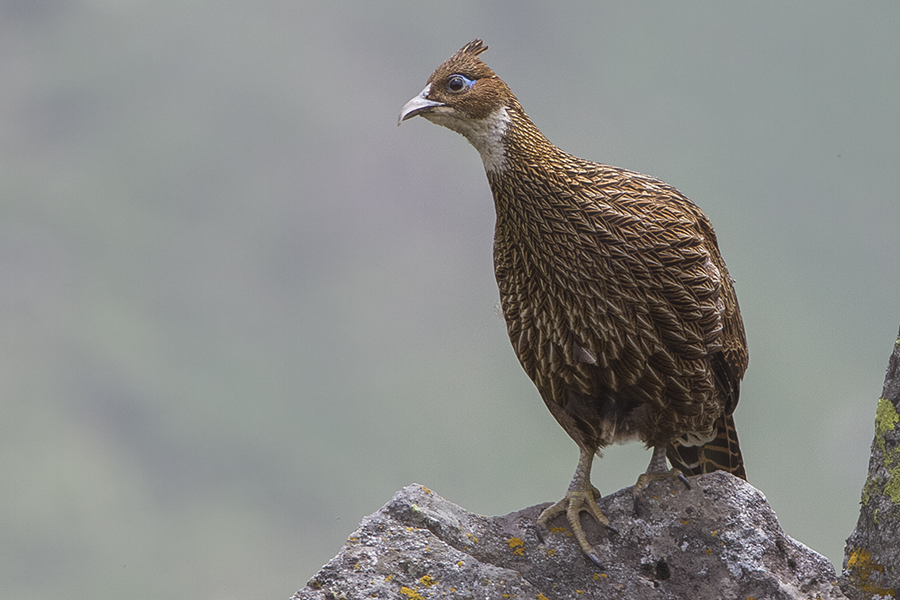
... és a tojó

A hím testhossza 70–72 centiméter, testtömege 1980–2380 gramm, a tojóé 63–64 centiméter és 1800–2150 gramm. Erős a csőre és a lába. A hímnek csillogó, tarka színű tollazata, bársonyos fekete hasalja,  rőtszínű rövid farka van. Háta vörös, aranysárga, bíbor, zöld és kék színben csillog. A remek képet kiegészíti a pávaszerű korona a fejen. A kakasok bóbitája felálló, a tyúkoké lapos. A tojó barnás színű.

## Életmódja
Magvakkal, gumókkal, hajtásokkal, bogyókkal és rovarokkal táplálkozik. Élelmét a legtöbb tyúkfélével ellentétben nem a karmával kaparja ki a talajból, hanem elég hosszú csőrével vágja és ássa ki a talajból. Magányosan vagy kis létszámú csapatban él.

## Szaporodása
A költési időszak áprilisban kezdődik, amikor magasabban tartózkodik. Sziklapárkányokra vagy kidőlt fatörzsek mellé a talajon, a fű közé rejti fészkét, ahová 3-5 tojást rak. A költés kizárólag a a tojó feladata, de a hím a 27 napig tartó költési idő alatt és a fiókák önállósodásáig vigyáz családjára, hogy megvédje Őket a ragadozóktól.
|  |

6 hónappal a kikelés után a csibék már teljesen önállóak, egyedül kell táplálékot és párt keresniük.

## Természetvédelmi helyzete
Az elterjedési területe nagyon nagy, egyedszáma viszont csökken. Élőhelyén belül számos helyen folyik fakitermelés, valamint a madarat táplálékforrásként vadásszák. A Kullu-völgy lakói is vadásznak rá a színes tollaira, amit fejdísznek használnak, de úgy tűnik, hogy ez a gyakorlat jelentősen visszaesett az elmúlt évtizedekben. Mivel a faj egyedszáma még nem kritikus szinten csökken, ezért a himalájai fényfácán egyelőre nincs veszélyben.
A Természetvédelmi Világszövetség Vörös listáján nem fenyegetett fajként szerepel.